# Mychajło Kociubynski
Mychajło Mychajłowycz Kociubynski (ukr. Михайло Михайлович Коцюбинський; ur. 5 września?/17 września 1864 w Winnicy, zm. 12 kwietnia?/25 kwietnia 1913 w Czernihowie) – prozaik, autor powieści i nowel psychologiczno-społecznych.

## Życiorys
Pochodził z rodziny drobnego urzędnika. W 1880 r. ukończył bursę duchowną w Szarogrodzie i wstąpił do seminarium duchownego w Kamieńcu Podolskim, jednak po niespełna rocznym pobycie opuścił je, gdyż sytuacja materialna jego rodziny stała się katastrofalna.
W 1882 r. osiadł w Winnicy i zabrał się do pracy literackiej i społecznej. Wstąpił do tajnego kółka młodzieżowego, gdzie czytano nielegalną literaturę. W 1890 r. udał się do Lwowa, gdzie nawiązał kontakt z redakcją pisma Dzwinok, na którego łamach zaczął zamieszczać początkowo wierszowane baśnie w stylu ludowym, a od 1892 r. opowiadania i nowele.
W 1892 r. otrzymał posadę w Komisji ds. zwalczania niebezpiecznego pasożyta winnej latorośli – filoksery, dla której pracował w Besarabii i na Krymie do 1897 r.
Potem pracował w Żytomierzu w gazecie „Wołyń”; od 1898 r. jako urzędnik w Czernihowie. W 1905 roku odbył podróż po Europie.
W czasie pierwszej rewolucji rosyjskiej (1905-1907) poświęcił się całkowicie sprawom społecznym. Brał udział w organizowaniu demokratycznej prasy ukraińskiej. W ostatnich latach życia poświęcił się ożywionej działalności organizacyjno-literackiej.

## Twórczość
Jest autorem utworów: Andrij Sołowejko (1884); Na wiru (1891); Piatyzłotnyk (1893); Dla zahalnoho dobra (1895); W putach szajtana (1899); Po-ludśkomu (1900); Na kameni (1902); Pid minaretamy (1904); Cwit jabłuni (1902); Smich (1906); Persona grata (1907); Podarunok na imenyny (1911); Intermezzo (1908); Son (1911); Fata morgana (1903-10); Tini zabutych predkiw (1911); ekranizacja powieści „Cienie zapomnianych przodków” w reż. Siergieja Paradżanowa jest uważana za arcydzieło kinematografii.
Szczytowe osiągnięcie autora stanowi powieść Fatamorgana, na łamach której Kociubynski pokazuje walkę chłopów o prawa społeczne, wolność i ziemię w czasie rewolucji 1905 r. Ukazuje proces proletaryzacji wsi, a także rewolucyjny ruch chłopski w różnych jego formach: strajki, demonstracje, konfiskata ziemi folwarcznej itd. Autor ukazał w niej także inny, żywiołowy ruch rewolucyjny wsi ukraińskiej, przejawiający się w ślepym, niezorganizowanym i bezwzględnym działaniu.
Kociubynski był na gruncie literatury ukraińskiej wielkim nowatorem. Wprowadził do ukraińskiej noweli nowe środki artystyczne, nowy, barwny i żywy styl oparty na kontrastach i zaskakujących zmianach planu, co zbliża go do maniery impresjonistów. Bujna przyroda ukraińska, przyroda stepów, i jarów mołdawskich, krymskie góry i błękit morza mienią się u niego barwami i bogactwem kształtów. Kociubynski jest mistrzem pejzażu. Poprzez konflikty wewnętrzne swoich bohaterów stara się pokazać konflikt szerszy, społeczny. Język Kociubynskiego jest kształtowany świadomie, z poczuciem specyfiki dzieła literackiego i jego odległości w stosunku do języka potocznego. Twórczość Kociubynskiego jest syntezą najlepszych wartości literatury ukraińskiej Utwory Kociubynskiego tłumaczono się na wiele języków. W 1906 r. wyszedł zbiór opowiadań w języku polskim W pętach szatana w przekł. H. M. Brody.